# Слубице
Слубице, бывший Даммфорштадт  (также Слубицы, пол. Słubice, нем. Dammvorstadt) — город на реке Одра, в западной части Любушского воеводства Польши. Город выделен в отдельную гмину (муниципалитет). По состоянию на 30 июня 2008 года в городе проживало 18 148 жителей.
В городе находится исторический Олимпийский стадион, а также другие туристические объекты, например, одно из старейших в Европе еврейских кладбищ (первое упоминание в 1399 году), памятники архитектуры, туристские тропы, природные заповедники.
Образовательный центр города — Университет «Коллегиум Полоникум» (Collegium Polonicum), учебное заведение, созданное Университетом им. Адама Мицкевича в Познани и Европейским Университетом «Виадрина» во Франкфурте-на-Одере.
Слубице являются членом Союза польских городов.

## Расположение
Город расположен у польско-немецкой границы, на восточном берегу Одры, недалеко от Ржепинского леса. На другом берегу реки — немецкий город Франкфурт-на-Одере.
На юге от Слубице проходит дорога «2» республиканского значения.

## Топонимика
Происхождение названия Слубице вызывает много споров. Возможно, топоним произошёл от названия славянского племени слупян, занимавших земли между Шпрее и Одером. Существует исторический документ 992 года, упоминающий, среди других, Зульбицу (Zulbica). В других источниках можно обнаружить, что по правому берегу Одера в средние века стояло поселение Збивитз, Збирвитз или Зливитз. Название «Слубицы» также может происходить от польских слов «ślub» — свадьба и «słup» — столб.

## История

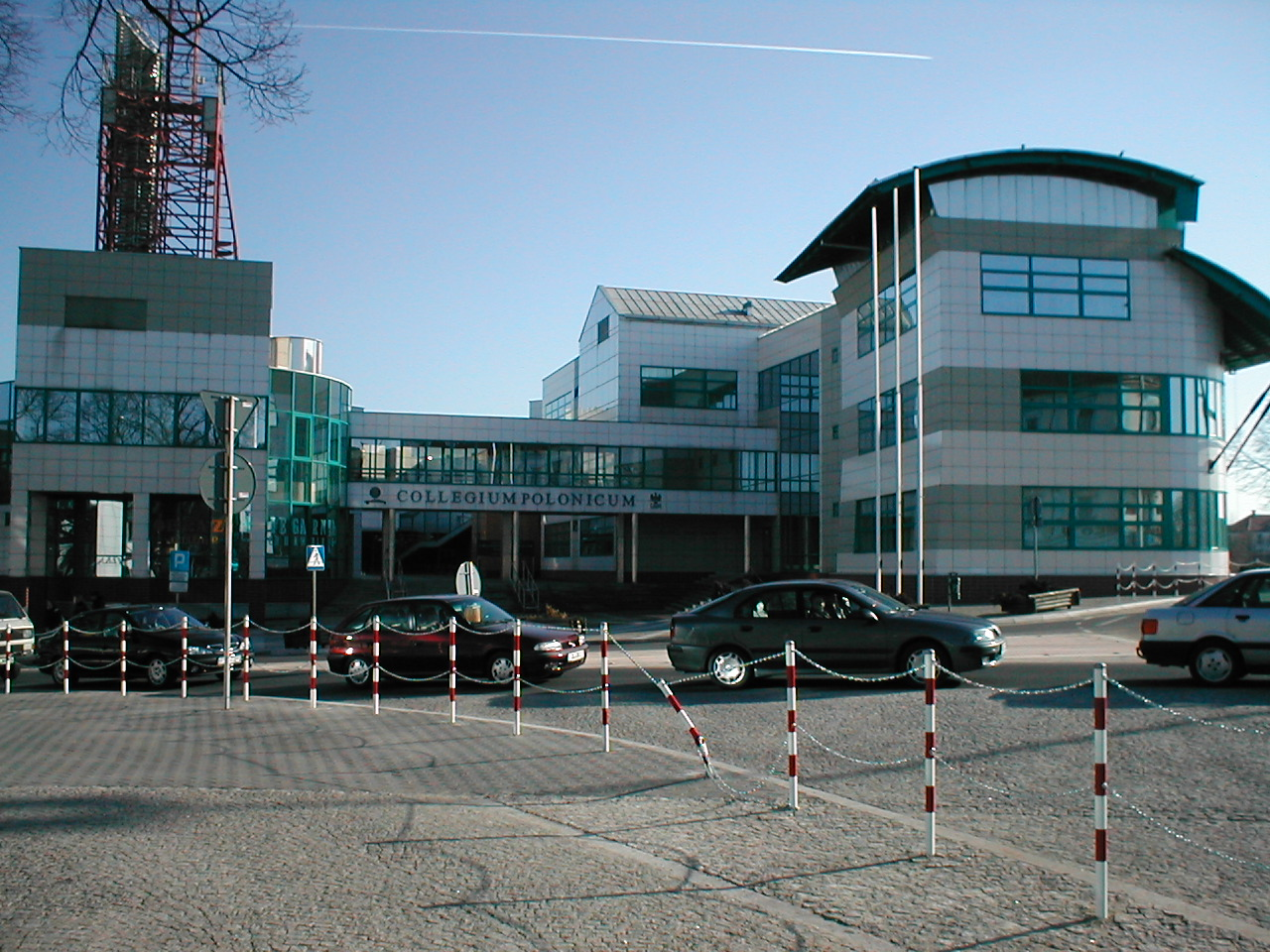
Полоническая Коллегия в Слубицах

Упоминается в тринадцатом веке как торговый посёлок по обе стороны Одры Зливиц, который в 1225 году Генрих I Бородатый дал складочное право. С 1249 года Зливиц подпадает под немецкое правление. В 1253 году поселение получает права города, в документах именуется как Франкенфорде, позднее как Франкфурт-на-Одере. С этого времени до 1945 года правый берег был частью Франкфурта под названием Даммфорштадт (буквально пригород на дамбе). 
После Второй мировой войны стал восстанавливаться из руин уже как самостоятельный город в составе Польши. Его немецкое население (3640 чел.) было депортировано в Германию. В 1950 году город получил статус центра Жепинского повета (района), который в 1959 году был преобразован в Слубицкий повет.
В 1972 году Слубицы начинают контакты со Франкфуртом-на-Одере, граница между городами тогда стала открытой для пересечения. Через три года, в 1975 году, повет преобразуется в совместную город-гмину (UMiG — urząd miasta i gminy). В 1981 году в городе в доме культуры открывается галерея «Окно». В 1987 году Слубицы получили титул передовика по развитию хозяйства.
В 1993 году проведена общая слубицко-франкфуртская городская сессия. В этом же году была открыта свалка бытовых отходов.
В 1994 году начинается строительство академических домов (то есть институтских общежитий), а в 1995 году — здания Института польского языка. В 1996 году в городе появляются сооружения для очистки сточных вод. В 1997 году создана Костржинско-Слубицкая особая экономическая зона (K-S SSE). В этом же году город настигло так называемое наводнение тысячелетия. В 1998 году открывается Институт польского языка, а в 1999 году после административной реформы территории появляется Слубицкий повят (район). В 2006 году начато строительство нового академического дома под названием «Форум». В 2008 году в Доме культуры Слубиц открыты театр и кинотеатр.

## Хозяйство
Слубицы является промышленным городом. Здесь находятся предприятия таких отраслей, как машиностроение, металлургия, обувная, электронная, строительная и деревообрабатывающая промышленность. В 1997 году здесь учреждена Костржинско-Слубицкая особая экономическая зона (K-S SSE).
Слубицы стоят на судоходной реке Одер, и в городе находится ряд судоходных предприятий. До недавнего времени в городе работала мебельная фабрика «Тереновка» (сейчас — торговый центр «АXA») и самая большая в Любушском воеводстве фабрика одежды. Эти предприятия не выдержали изменений в польской экономике и потерпели банкротство.

## Культура

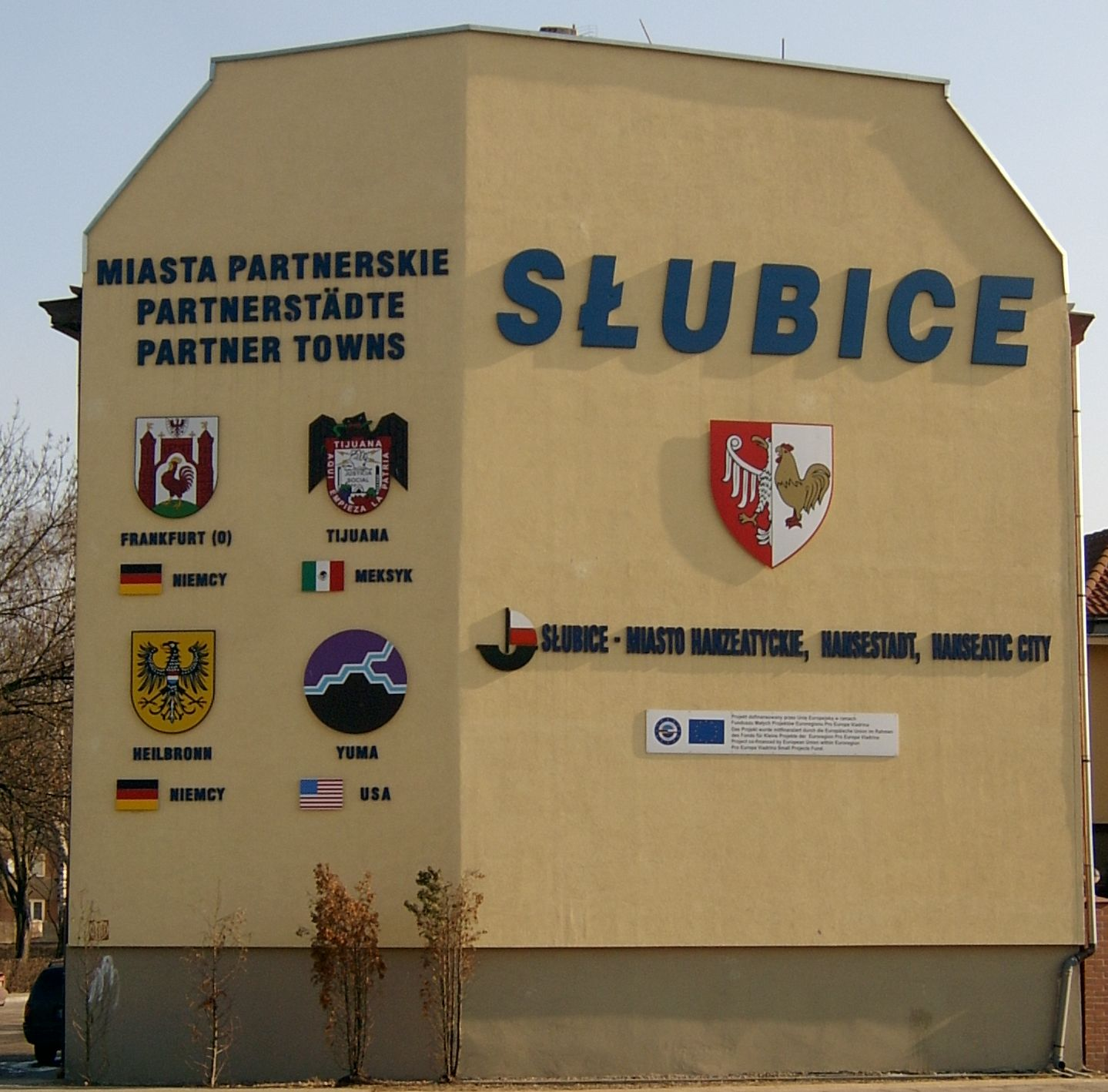
Гербы городов-побратимов Слубице

Главным культурным учреждением Слубице является Дом культуры (Słubicki Miejski Ośrodek Kultury), в котором находится галерея «Окно», молодёжный дом культуры, театр, кино и актовый зал. В студии танцев «Богема» предоставляется обучение бальным, уличным танцам и брейк-танцам. В городе работает коллектив современного танца «Фрайда», вокальный коллектив «Ритм» («Rytmos»), а также кинематографический кружок «Вольф».
Перед Рождеством в доме культуры также проводятся встречи-семинары, участники которых занимаются рисованием, фотографией, скульптурой. После этих семинаров устраивается выставка работ их участников.
В Слубице также есть музыкальное общество (Słubickie Towarzystwo Muzyczne), которое периодически устраивает концерты современной музыки, а также международные музыкальные встречи «Осенняя музыка» («Musica Autumna»), ставшие частью календаря культурных событий города. Под эгидой Слубицкого музыкального общества действует камерный хор «Адорам» («Adoramus»).
Каждый год дом культуры города организует Праздник Одера.
Также в городе располагаются городская библиотека с восемью городскими отделениями, педагогическая библиотека и университетская библиотека. Также здесь есть эстрада, на которой проводятся концерты. Планируется создание в городе музея пожарного дела и амфитеатра.
В Слубице и Франкфурте-на-Одере проводится ежегодный театральный фестиваль «Унифея» (Festiwal Teatralny «UNITHEA»).
В городе базируется футбольный клуб «Полония».

## Средства массовой информации

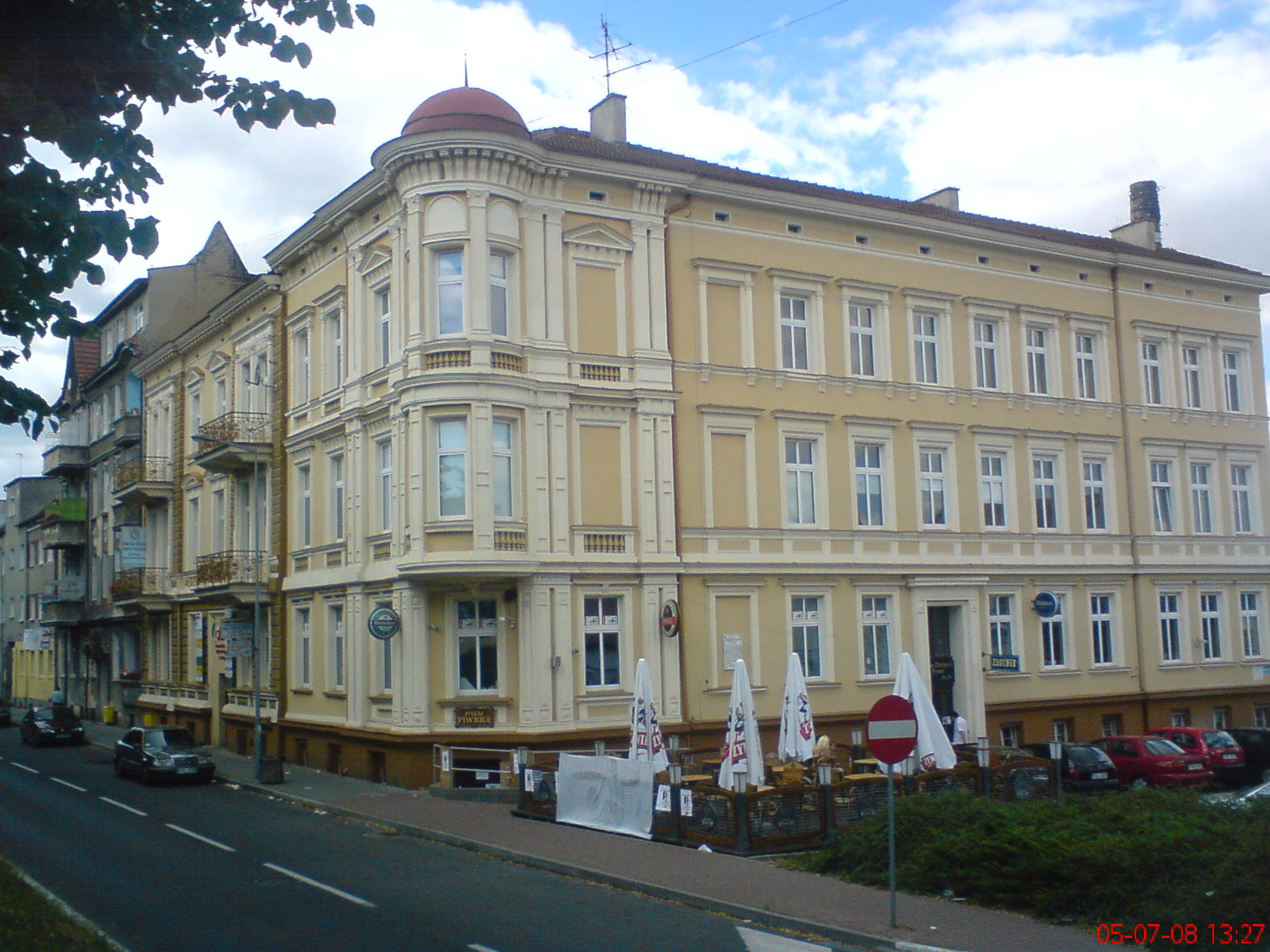
Редакция газеты «Любушское пограничье»

В Слубице издаются три газеты: «Слубицкая газета» («Gazeta Słubicka»), «Любушское пограничье» («Pogranicze Lubuskie») и «Слубицкий курьер» («Kurier Słubicki»).
В Слубице также располагается представительство региональной «Любушской газеты» («Gazeta Lubuska»).
В городе своё отделение имеет оператор кабельного телевещания «Вектра». Имеется местный городской телеканал «Горизонт-ТВ Слубице» («Horyzont TV Słubice»), доступный через кабельное вещание.
В городе работает интернет-портал slubice24.pl, который сообщает об основных местных событиях.

## Образование
В Слубицах располагаются семь детских садов, пять начальных (в том числе специальных) школ, две гимназии, пять средних школ, одна высшая школа (университет), одна музыкальная школа, шесть других школ, два интерната, семь студенческих общежитий (академических домов).

## Достопримечательности Слубиц

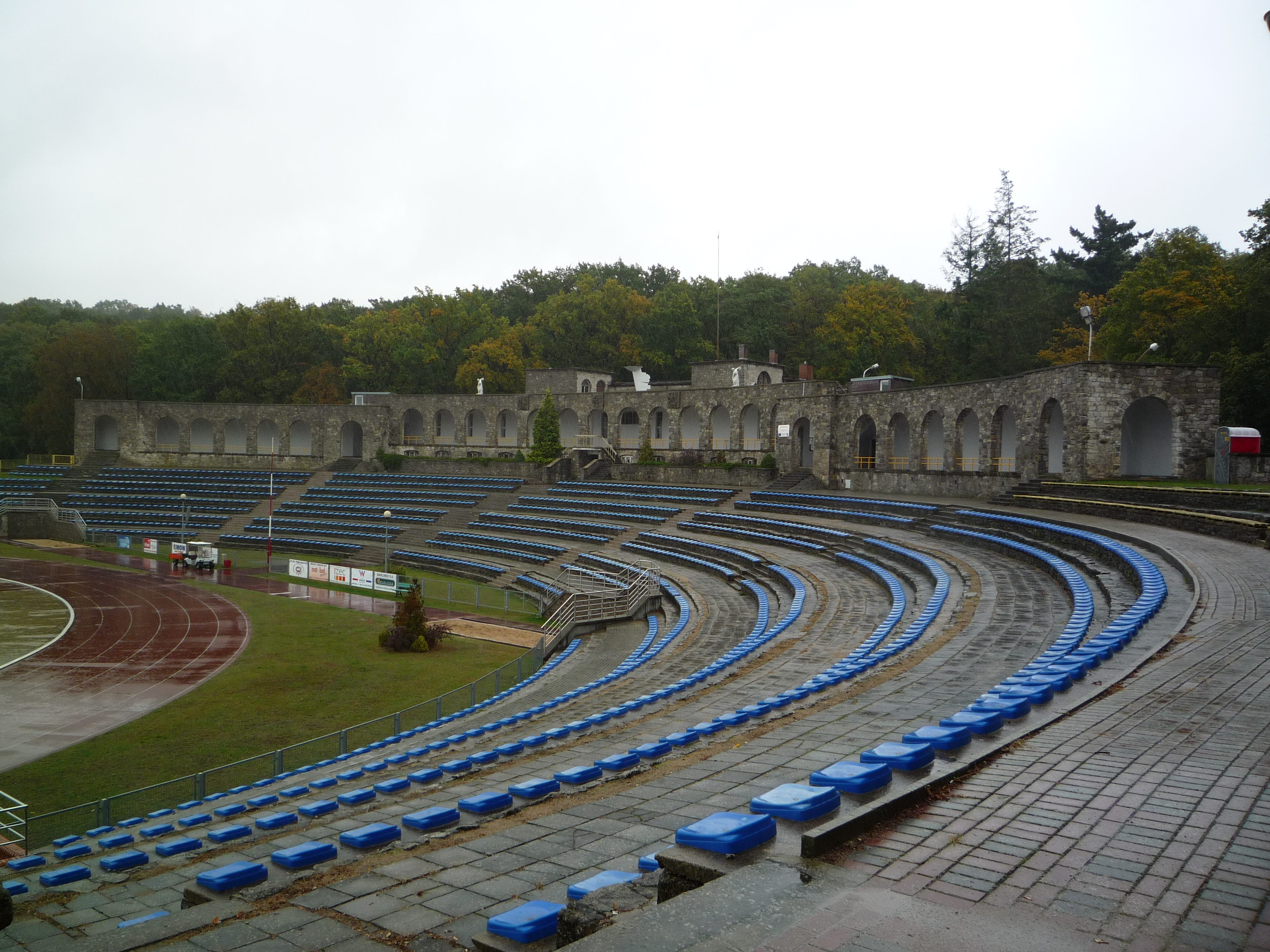
Стадион «Олимпийский» в Слубице, исторический памятник

- Старое еврейское кладбище (упоминается в 1399 году);
- Пятидесятый дом по улице Сенкевича, старейшее здание города;
- Здание Кадастровой палаты при районном суде 1710 года;
- Ратуша на Селовской улице, построенная в период с 1770 по 1773 гг.;
- Храм Божией матери, королевы польской 1775 года;
- Здание банка «Пекао» 1812 года;
- Здания католического студенческого центра 1855 года;
- Стадион «Олимпийский», построенный в период с 1914 по 1927 гг., один из старейших сохранившихся стадионов Польши;
- Городские дома XVIII века, XIX века, а также начала XX века;
- Памятник героям;
- Франкфуртская площадь и Памятник Википедии.

Достопримечательностями также являются туристские объекты, как, например, загородные велосипедные трассы и пешеходные туристские тропы.

## Транспорт

### Дороги
Региональные и республиканские дороги, проходящие через Слубице:
- республиканская дорога номер 2E30: Свецко — Жепин — Свебодзин — Новый Томышль — Познань — Конин — Варшава — Белая Подляска — Тересполь;
- республиканская дорога номер 29: Слубице — Цыбинка — Кросно-Одржанское — Зелёная Гора;
- республиканская дорога номер 31: Слубице — Горзица-Одржанская — Костшин-над-Одрой — Хойна — Грифино — Щецин;
- региональная дорога номер 137: Слубице — Ковалёв — Осно-Любушское — Суленцин — Мендзиржеч — Тржтель

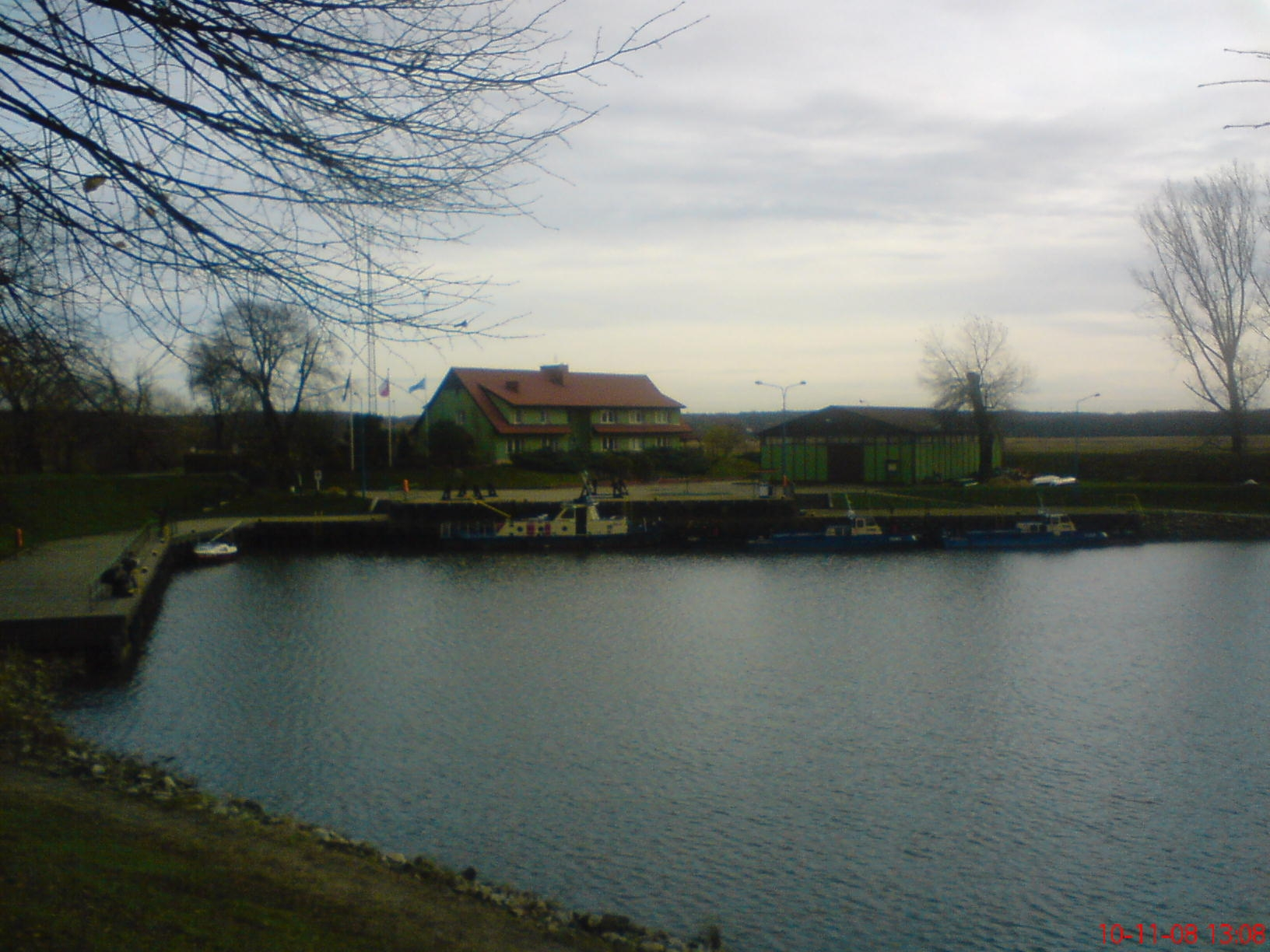
Речной порт

### Железные дороги
В Слубице находятся две железнодорожные станции — Слубице и Слубице-Куновицы — расположенные на железнодорожной ветке «3». Станция в Куновицах имеет переход к линии «386», которая ведёт к Цыбинке.

### Водный транспорт
В Слубице располагается большой речной порт, один из главных на Одере. Недавно Слубице наряду с пятью другими гминами (Бытомом-Одржанскиим, Костржином-на-Одере, Кросном-Одржанским и Новой Солью) было принято решение о покупке пассажирского судна.

### Пригородный транспорт
В городе хорошо развита сеть пригородных автобусных маршрутов, соединяющих Слубице с большинством деревень и городов района. С центральной автобусной станции Слубице можно также добраться до крупнейших городов Польши и Любушского воеводства.

## Религия

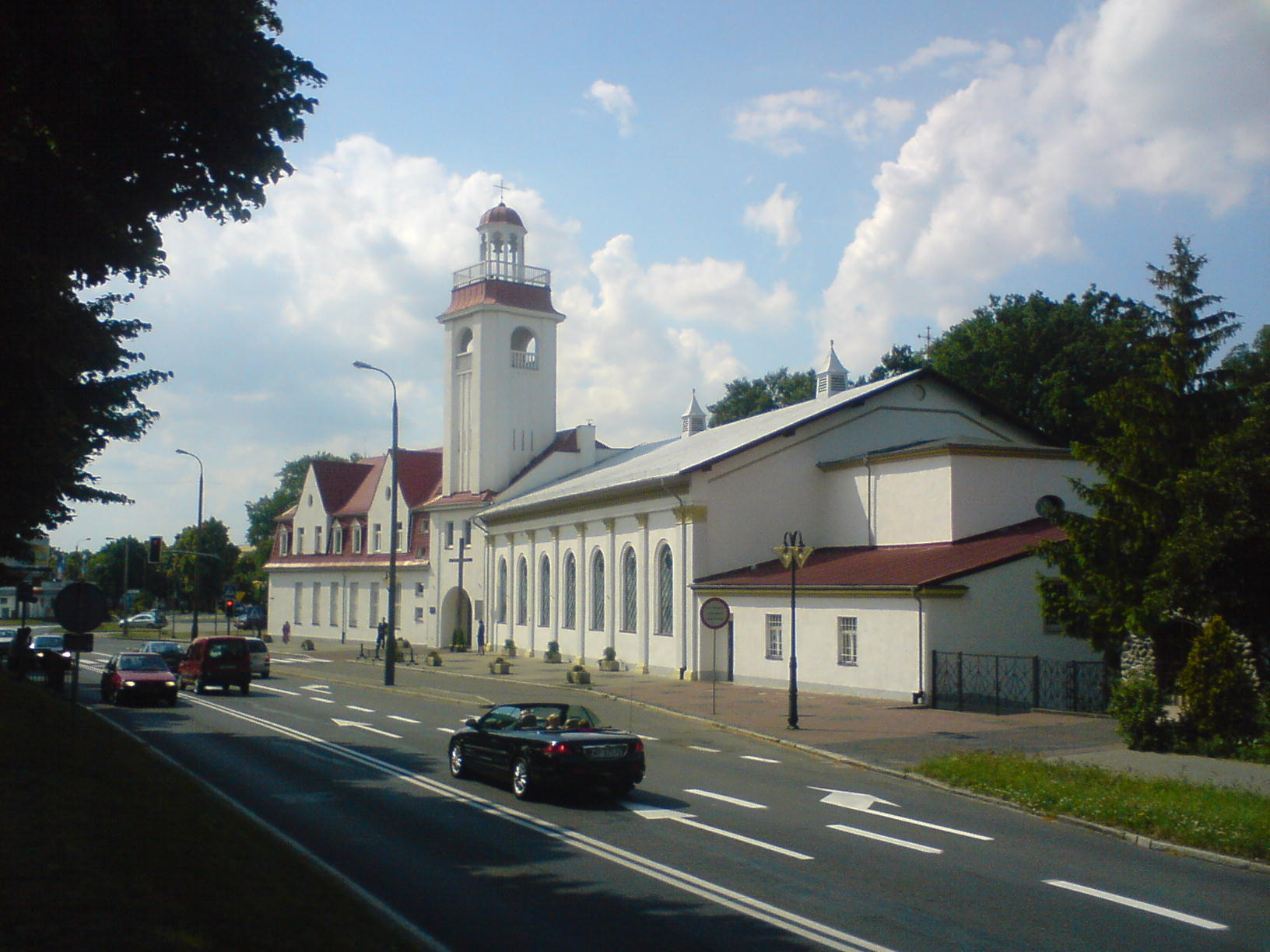
Храм Божией матери, королевы польской 1775 г.

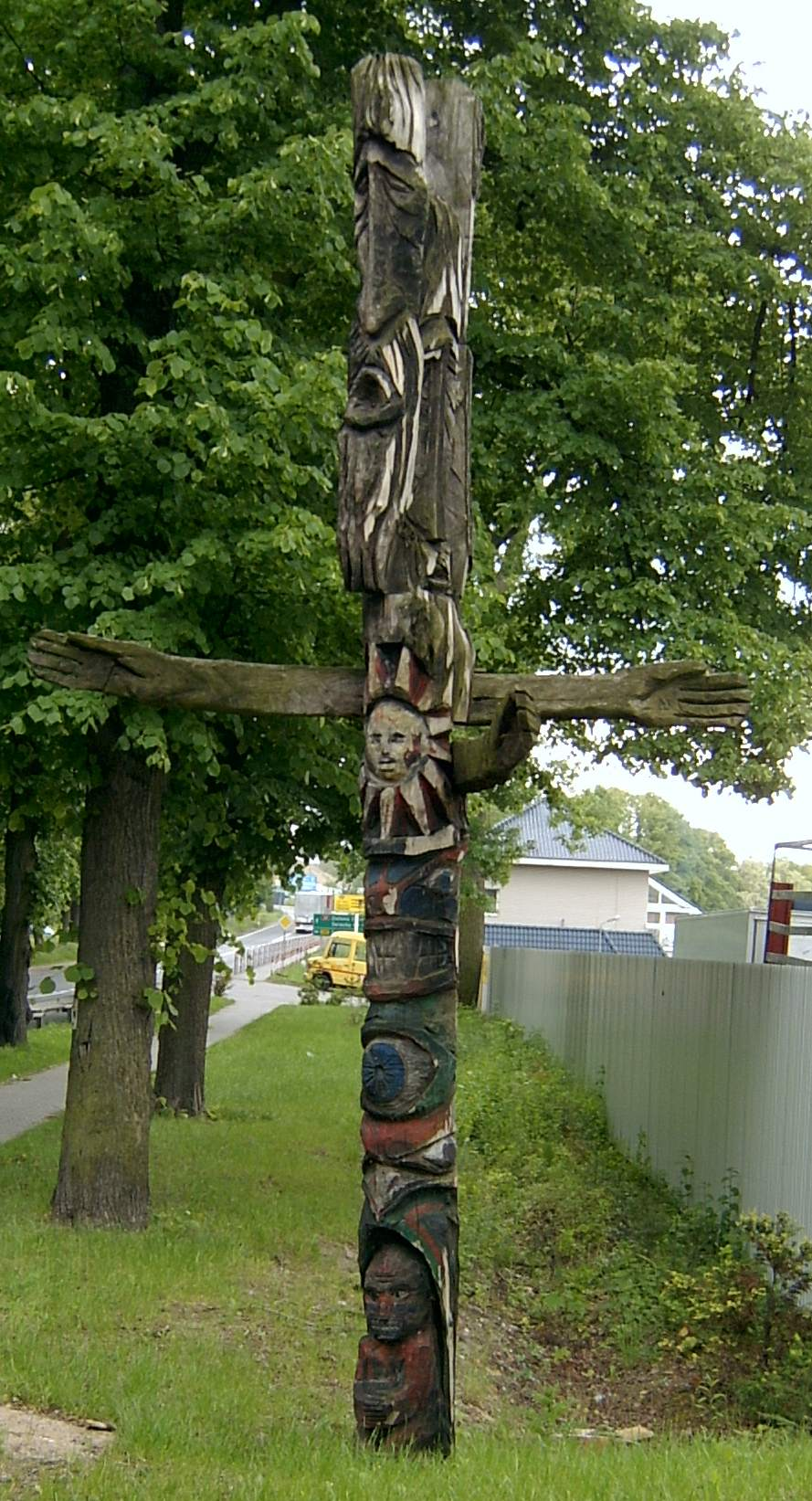
Тотемный столб в Слубице

В городе располагаются религиозные организации, как то:
Община римско-католической церкви. Город относится к Ржепинскому благочинию Зеленогорско-Горжовской епархии Шецинско-Каменского митрополичьего округа:
- - Кафедральный собор святого духа в Слубице (Костёл Св. Духа);
  - Храм Божией матери, королевы польской;
  - Две часовни;

Община польской автокефальной православной церкви:
- - Православная церковь Покрова Пресвятой Богородицы;

Община лютеранской церкви;
Община пятидесятнической церкви;
Община церкви свидетелей Иеговы;
Другие:
- - Католический студенческий центр;
  - Еврейское кладбище;
  - Тотемный столб на улице 1 мая.